# Lejeunea colensoana
Lejeunea colensoana là một loài Rêu trong họ Lejeuneaceae. Loài này được (Steph.) M. A. M. Renner mô tả khoa học đầu tiên năm 2010.